# Olho d'Água do Casado
Olho d'Água do Casado este un oraș în statul Alagoas (AL) din Brazilia.